# Antonio de la Cruz
Jesús Antonio de la Cruz Gallego (León, 1947. május 7. –) spanyol válogatott labdarúgó.

## Pályafutása

### A válogatottban
1972-ben és 1978-ban három-három alkalommal szerepelt a spanyol válogatottban, összesen hat mérkőzést játszott.

## Statisztika

### Mérkőzései a spanyol válogatottban
| Spanyolország | Spanyolország     | Spanyolország                               | Spanyolország | Spanyolország | Spanyolország | Spanyolország | Spanyolország | Spanyolország |
| #             | Dátum             | Helyszín                                    | Hazai         | Eredmény      | Vendég        | Kiírás        | Gólok         | Esemény       |
| ------------- | ----------------- | ------------------------------------------- | ------------- | ------------- | ------------- | ------------- | ------------- | ------------- |
| 1.            | 1972. április 12. | Szaloniki, Kaftanzogliu-stadion             | Görögország   | 0 – 0         | Spanyolország | barátságos    | -             |               |
| 2.            | 1972. május 23.   | Madrid, Vicente Calderón Stadion            | Spanyolország | 2 – 0         | Uruguay       | barátságos    | -             | 67'           |
| 3.            | 1972. október 19. | Las Palmas, Estadio Insular                 | Spanyolország | 2 – 2         | Jugoszlávia   | vb-selejtező  | -             |               |
| 4.            | 1978. április 26. | Granada, Estadio de Los Cármenes            | Spanyolország | 2 – 0         | Mexikó        | barátságos    | -             |               |
| 5.            | 1978. május 24.   | Montevideo, Estadio Centenario              | Uruguay       | 0 – 0         | Spanyolország | barátságos    | -             |               |
| 6.            | 1978. június 3.   | Buenos Aires, José Amalfitani Stadion (ARG) | Ausztria      | 2 – 1         | Spanyolország | vb-csoportkör | -             |               |
|               | Összesen          |                                             |               | 6             | mérkőzés      |               | 0             | gól           |